# 賀錦麗
（发音：i/ˈkɑːmələ ˈdeɪvi/；1964年10月20日—），漢名，美國民主黨籍政治人物、律師，曾擔任第49任美国副总统、加利福尼亚州联邦参议员與加利福尼亚州检察长等职务。她是美国历史上首位女性副总统、首位擁有非裔血統及亚裔血統的副总统。
賀錦麗出生于加利福尼亚州奥克兰市，毕业于霍华德大学和加利福尼亚大学旧金山法学院。她的职业生涯始于阿拉米達縣地方检察官办公室，之后转到三藩市地方檢察官辦公室，后来又被三藩市市檢察長辦公室聘用。2003年，她当选为旧金山地方檢察官。2010年，她当选为加利福尼亚州检察长，2014年连任。賀錦麗在2016年参议院选举中击败洛雷塔·桑切斯（Loretta Sanchez），成为第二位非裔女性参议员和第一位南亞裔参议員。参议员任內，她主张医疗改革、联邦大麻去罪化、为无证移民提供入籍途径、《梦想法案》、禁止攻击性武器和渐进式税制改革。她因在参议院听证会上对唐納·川普第一任期的政府官员进行尖锐质询而获得全美瞩目，其中包括特朗普提名第二位最高法院法官布雷特·卡瓦諾的确认听证会。
2019年，賀錦麗曾計劃角逐次年民主党的总统提名，但在初选前就退出了竞选。其后总统参选人乔·拜登于2020年8月选定賀錦麗为其竞选搭档，两人在同年11月的大选中击败了时任总统唐納·川普及副总统迈克·彭斯，因此賀錦麗随后成为美国历史上首位女性副总统，亦是美国迄今最高级别的女性民选官员和第一位非裔及亞裔副总统。哈里斯任内参议院两党席位势均力敌，她作为副总统兼任参议院议长多次投出关键一票打破平票僵局，次数居美国历史之首。她任内通过《2021年美国救援方案法》和《2022年降低通胀法》等多个重要法案。
在祖·拜登退出2024年美國總統選舉后，哈里斯取得了拜登的支持而展开她的总统竞选活动。2024年7月22日，哈里斯获得了足够的民主党代表支持，成为总统大选民主党候选人。8月6日，她选择明尼苏达州州长提姆·華茲作为竞选搭档。最終在大選敗給共和黨籍前總統唐納·川普。

## 早年生活
賀錦麗出生於加州奧克蘭的凱薩基金會醫院，具有非裔和印度裔血統。賀錦麗的父親，是牙買加聖安斯貝的移民，1963年來美升學加州大學伯克利分校，1966年得到博士學位，日後成為斯坦福大学的經濟學教授。母親沙亚马拉·戈帕兰，是乳癌醫學家，出生於英属印度，為南印度坦米爾人，於1959年來美在加州大學伯克利分校攻讀研究生，二人在伯克利讀書和參與社會運動時邂逅。賀錦麗與其妹妹從小在伯克利长大，由於父親信仰基督教、而母親信仰印度教，因此她們時常出入於教堂和印度教寺廟。 
賀錦麗7歲時，父母親離婚，她和妹妹由母親撫養。在賀錦麗12歲時，其母從加拿大一間醫院謀得一職，因此隨母親搬到加拿大魁北克省蒙特婁市居住，直至1981年從以英語授課的西山高中畢業。她自小常拜訪在印度和牙買加的親戚。高中畢業後的賀錦麗回到美國，就讀於華府的霍華德大學，於1986年畢業並獲取經濟學及政治學學士學位。其後，賀錦麗因非裔身份得以就讀加利福尼亚大学哈斯汀法学院，至1989年畢業後獲取法律博士學位，又於1990年6月考取加州的律師資格證。

## 投身工作
賀錦麗考取了律師資格證後，被加州阿拉米達縣聘用，往後轉任三藩市地方檢察官辦公室職業犯罪科的管理律師（1998年－2000年）、三藩市市檢察長的社區和鄰里辦公室主任（2000年－2003年）。

## 早期從政经历

### 旧金山地方检察官（2004-2011）

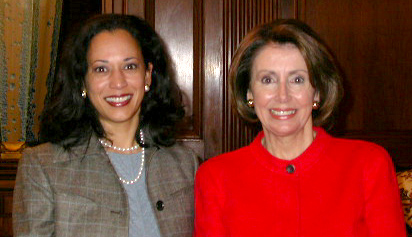
2004年，哈里斯与南希·佩罗西合影。

2002年，哈里斯开始竞选旧金山地方检察官。2003年，賀錦麗以56%的得票率擊敗在任的特倫斯·哈利南當選為新任三藩市地方檢察官，并于2004年就职，成为首位当选旧金山地方检察官的有色人种。她在2007年成功連任至2011年。
哈里斯在上任的前六个月内清理了74起积压凶杀案中的27起。她推动提高涉枪刑事犯罪被告的保释金，指出过去较低的保释金鼓励外来者在旧金山犯罪。她成立了专门的仇恨犯罪部门，负责处理学校中针对LGBT群体学生的仇恨犯罪行为。2004年，她成立旧金山重返社会部门。在该部门工作的六年内，其负责的200名罪犯的再犯率不足10%，低于加州平均53%的再犯率。
2008年，哈里斯宣布部分学生长期逃学是公共安全问题。她对长期缺课学生的父母发出传票，但没有人因此被判入狱。到2009年4月，仅有1330名学生长期缺课，比起2006年的2856人下降了53%以上。

### 加利福尼亚州检察长（2011-2017）
2010年加州檢察長選舉中賀錦麗當選為加州檢察長，並於2014年連任，乃當地第一位女性、非裔、印度裔和亞裔美國人州檢察長。她任内注重消费者权益保护，起诉QuestDiagnostics、摩根大通等大企业，为加州消费者追回数十亿美元。她推动制定《房主权利法案》，控制住房危机期间的泛滥的止赎现象，保护经济困难的房东的权益。她注重隐私权保护，确保苹果、谷歌、Facebook等互联网企业公开他们的数据处理方法；并创建隐私执行与保护部门，专注于互联网隐私泄露问题。

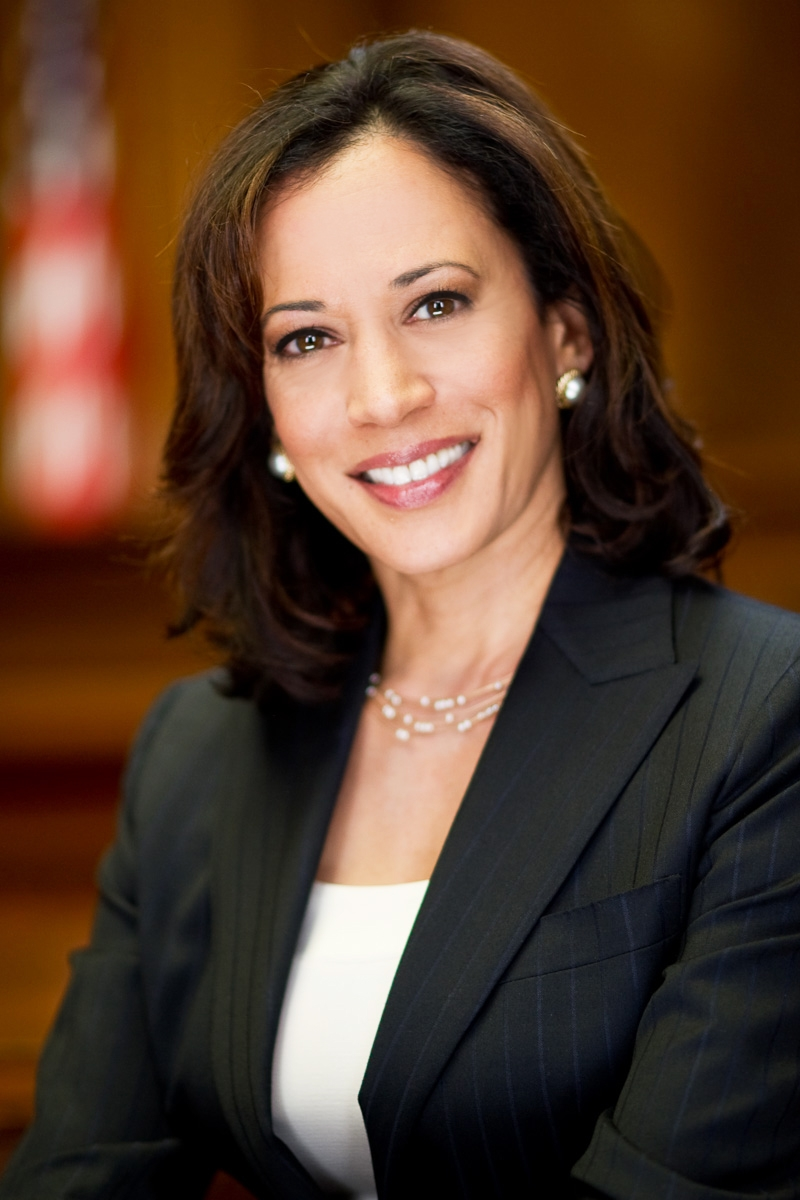
時任加利福尼亚州检察长卡玛拉·哈里斯肖像

哈里斯任内继续倡导进步改革，反对当时加州的禁止同性婚姻8号提案，该提案最终在2013年被推翻。

### 参议员（2017-2021）

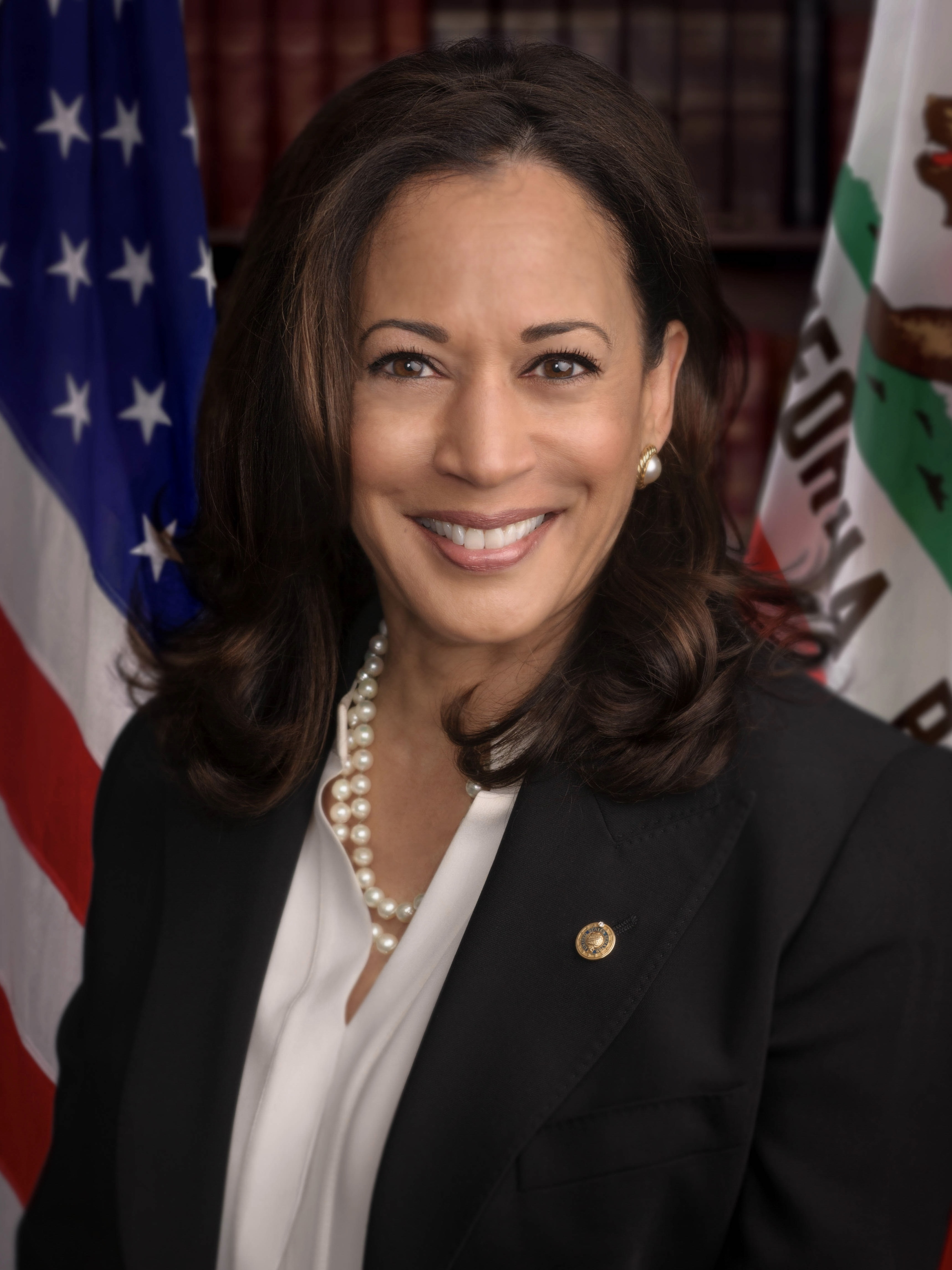
時任加利福尼亚州聯邦參議員卡玛拉·哈里斯肖像

2016年11月8日，她在2016年美國參議院選舉擊敗同黨候選人洛雷塔·桑切斯，繼承決定退休的芭芭拉·柏克瑟之參議員席位，令她成為美國參議院第一個印度裔和第二個非裔女性參議員。
哈里斯主张制定更严格的枪支管制法、《梦想法案》以及医疗改革。她曾尖锐质询特朗普政府官员，并因此获得大量关注。

## 当选副总统：2020年美国大选

### 党内初选
2019年1月21日，賀錦麗宣布她將参加2020年美國總統選舉。她在宣布参选后24小时内筹得150万美元，追平了伯尼·桑德斯在2016年创下的记录。1月27日，约两万人参加了她在加州举办的造势活动。2019年6月，民主党第一次初选辩论中，哈里斯指责拜登发表“伤害性言论”。她在第一次辩论后民调上升6到9个百分点。但在8月的第二次辩论中，拜登就她担任加州检察长时的记录与她对峙，几个月后哈里斯的支持率下降到个位数。另外，她在担任加州检察长时打击犯罪的立场亦受到部分人士批评。
2019年12月3日，賀錦麗以资金短缺为由宣布退出2020年總統大選。2020年3月，她表态支持拜登参选总统。

### 全国大选
2020年8月11日，總統候選人乔·拜登宣佈委任賀錦麗為其競選搭檔。2020年10月，哈里斯参加副总统电视辩论，发言时被迈克·彭斯打断，哈里斯立刻说道：“副总统先生，我在说话。（Mr. Vice President, I'm speaking.）”，迅速在互联网上走红成为迷因。
2020年11月，拜登-哈里斯组合赢得大选。卡玛拉·哈里斯当选为美国史上首位女性副總統。

## 第49任副总统任期（2021－2025）

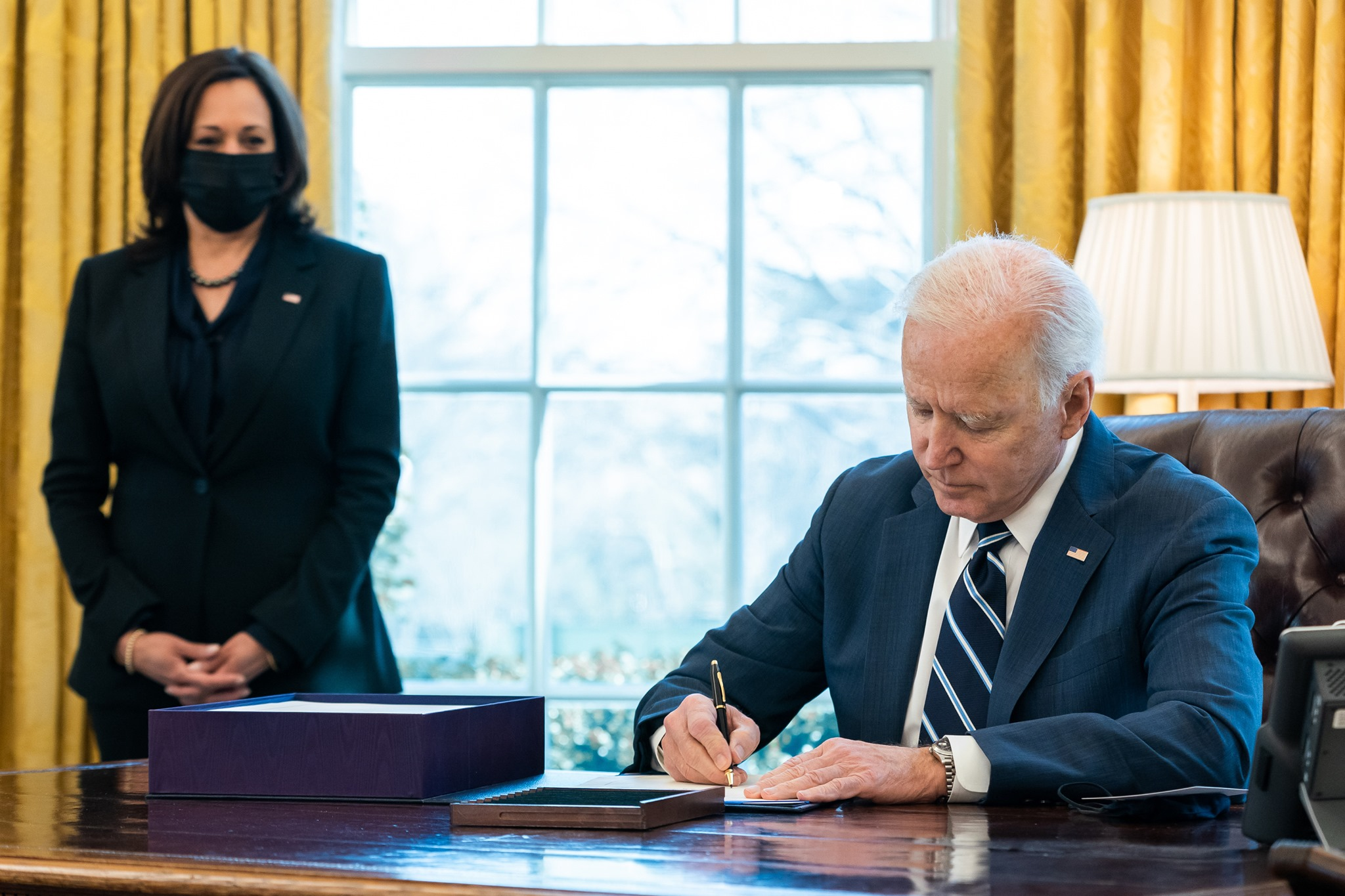
哈里斯与总统乔·拜登（2021年3月11日）

2021年1月20日，卡玛拉·哈里斯接替迈克·彭斯成為副總統，亦是美國首位女性副總統及首位亞非裔副總統。

### 参议院议长
哈里斯就任副总统时，第117届国会的参议院席位是共和党和民主党各占50席，意味着她作为参议院议长经常需要行使她的权力投出打破平局的关键一票。哈里斯在2月5日投出前两张打破平局的票。2021年3月，拜登提出《2021年美国救援方案法》，由于没有得到任何参议院共和党人投票支持，最终依靠哈里斯的关键一票才得以通过。2021年7月20日，哈里斯上任六个月就投出第7张票，超过了迈克·彭斯在任期第一年投出打破平局的票数，而她在任期第一年共投出13张打破平局的票，这是美国历史上单年投出最多打破平局的票数纪录，并超过了约翰·亚当斯在1790年投出的12张。2023年12月5日，哈里斯投出第32张票，打破了副总统投出最多打破平局的票数纪录，随后她再投出第33张票，并维持至2025年卸任。

### 代行总统职权
2021年11月19日，拜登接受结肠镜检查期间，哈里斯于上午10点10分到11点35分担任代理总统，成为第一位行使美国总统职权的女性。

### 外交政策

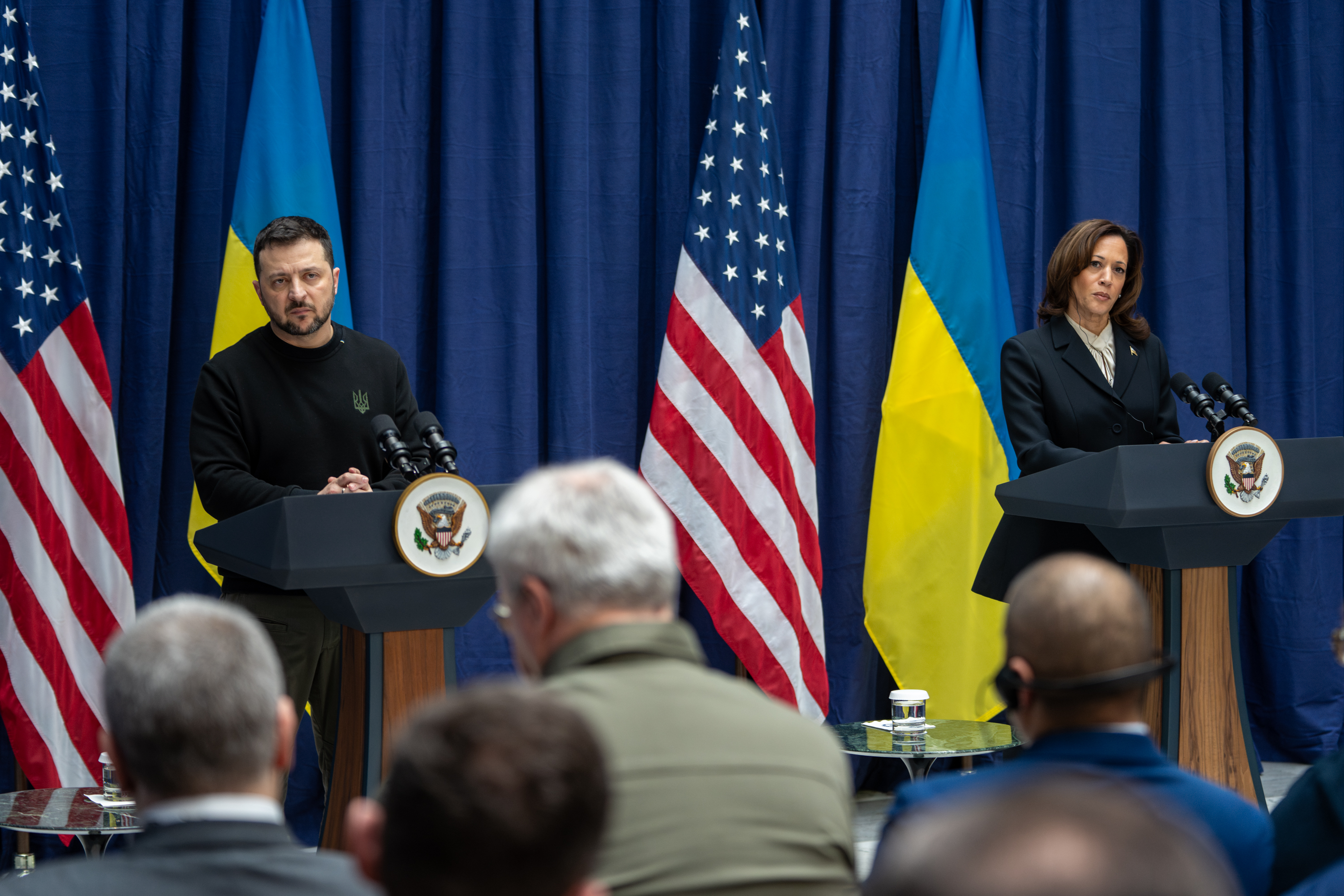
2024年2月，哈里斯与乌克兰总统泽连斯基举行新闻发布会。

哈里斯在拜登政府中担任关键外交角色。2022年俄罗斯入侵乌克兰后，哈里斯前往德国和波兰，为援助乌克兰和制裁俄罗斯争取支持。她坚持乌克兰领导人必须参与美国与俄罗斯就结束乌克兰战争进行的任何谈判，表示“乌克兰必须对自己的未来有发言权”。
2024年3月，她批评以色列在加沙战争中的行为，表示“鉴于加沙的巨大苦难，必须至少在接下来的六周内立即停火”。2024年7月24日，以色列总理内塔尼亚胡前往美国国会发表演讲，哈里斯缺席。7月25日，哈里斯与内塔尼亚胡会谈，表示“现在是时候结束这场战争了，并且是以以色列安全、所有人质获释、在加沙的巴勒斯坦人苦难结束、巴勒斯坦人民能够行使其自由、尊严和自决权的方式结束这场战争”。7月27日，她表示面对巴勒斯坦人的苦难，自己不会沉默。

## 竞选总统：2024年美国大选

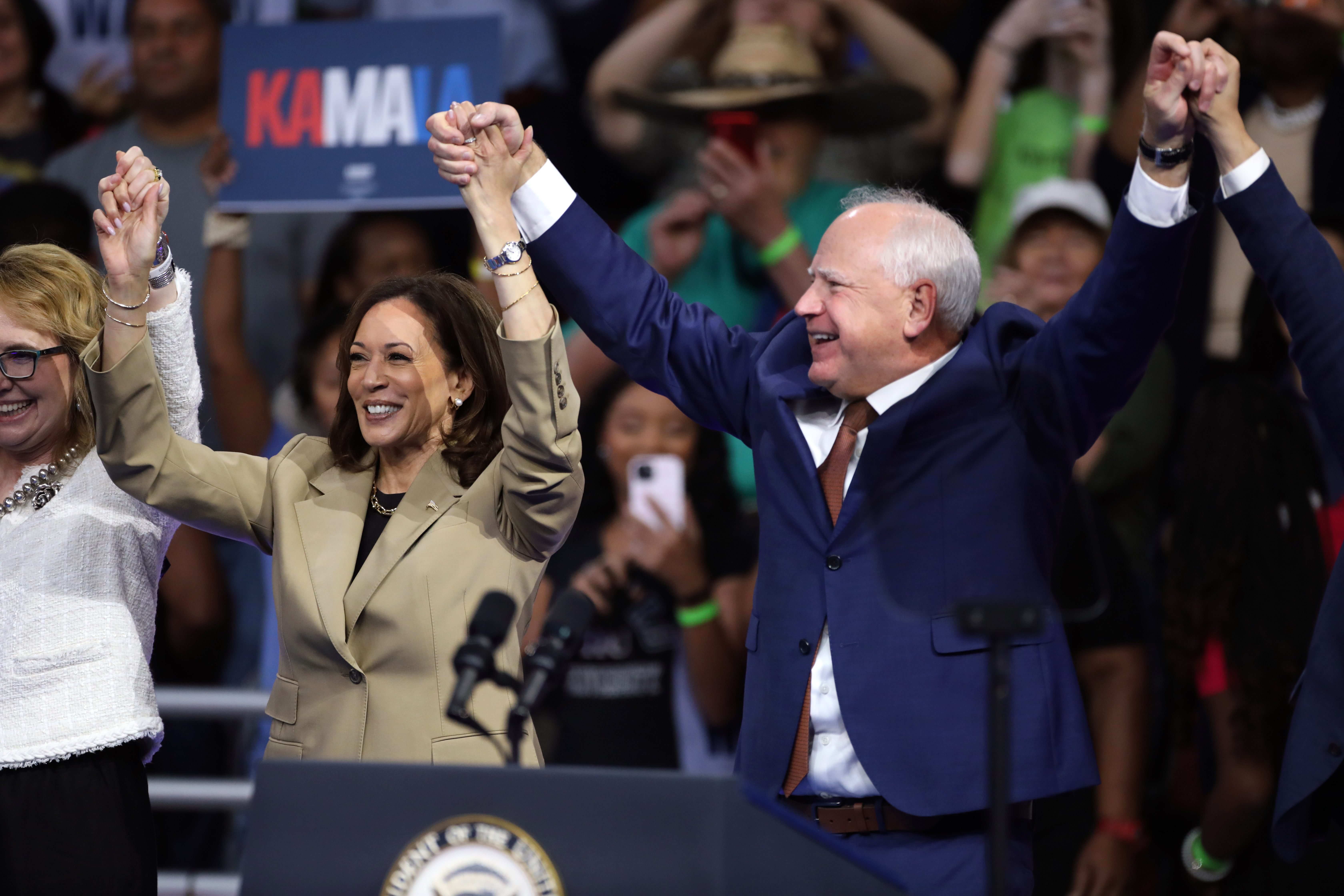
卡玛拉·哈里斯与竞选搭档沃尔兹

2024年7月21日，時任總統拜登正式宣佈退選2024年美國總統選舉，並表示支持副總統賀錦麗代表民主黨参選。哈里斯在随后几天内得到吉米·卡特、希拉里·克林顿、比尔·克林顿、巴拉克·奥巴马等民主党核心人物的支持。哈里斯在确定参选后24小时内筹得8100万美元小额捐款，打破美国历史上所有总统候选人的单日筹款记录。如果哈里斯顺利当选，将成为美国历史上首位女总统和亚裔总统。哈里斯还创下了美国历史上最短的总统竞选活动时间记录，共历时107天。8月6日，賀錦麗提名時任明尼蘇達州州長提姆·華茲為副總統候選人。8月20日，賀錦麗和華茲正式在民主黨全國大會上分別被提名為正副總統候選人。
2024年9月10日，哈里斯与共和党总统候选人特朗普展开电视辩论。特朗普指责哈里斯是“激进左派”和“马克思主义者”。特朗普在辩论时声称非法移民吃猫吃狗，哈里斯听后大笑并连连摇头，此段视频迅速流行，成为网络模因。CNN、Politico、《纽约时报》等媒体均认为哈里斯赢得此次总统电视辩论。

2024年美国总统大选选举人票分布

卡玛拉·哈里斯以“我们不走回头路（We are not going back）”为竞选口号。批评特朗普限制堕胎权的立场，主张重建罗伊诉韦德案的堕胎权保护。她主张建立“机会经济”，帮助中产阶级，为首次购房者提供抵押贷款援助、为新生儿父母提供税收抵免优惠，以及禁止哄抬物价以帮助抑制通胀。她主张继续支援乌克兰、坚持“两国方案”解决巴以冲突；扩大联邦医疗保险；加强枪支管控。
2024年11月5日，哈里斯在当天举行的总统大选中败给特朗普，她没有赢得任何摇摆州，以226票对312票输掉选举人团票，以48.3%对49.8%输掉普选票，所有州都呈现右倾趋势。哈里斯在第二天于母校霍华德大学举行演讲，承认败选并安慰支持者“自己不会放弃”。2025年1月6日，哈里斯在国会联席会议上监督了特朗普和万斯的选票认证程序。

## 卸任副總統（2025年至今）
2025年1月20日，前俄亥俄州聯邦參議員JD·萬斯就任美国副总统，賀錦麗正式卸任。据《纽约》杂志报道，哈里斯正考虑未来的政治生涯，可能的选择包括2026年竞选加州州长、2028年再次参选美国总统等。
2025年7月30日，賀錦麗宣布不會尋求2026年競選加州州長。

## 政治立场

### 经济
哈里斯自称：“我相信资本主义，但我知道资本主义本身并不是为了大多数人的”。她表示自己不是社会主义者，但主张需要保障机会平等，尤其是劳动人民的机会平等。
2018年5月，哈里斯与伯尼·桑德斯等人共同发起《工作场所民主法案》，帮助工人为薪资、福利、工作条件而谈判。2019年4月，哈里斯在萨克拉门托发表演讲，指出劳工如果不组织起来就不能获得许多劳动权益，谴责将工会称为“特殊利益集团”的说法。
哈里斯反对特朗普政府2017年的《减税与就业法案》对富人减税，她提议应当对工人和中产阶级减税，同时通过增加对高收入者以及大公司的税收来填补财政空缺。

### 外交

#### 对华政策
哈里斯批评特朗普发起的中美贸易战，称政府滥用关税与公平竞争的目标相反。哈里斯称，与中国在气候变化等全球问题上合作是必要的，但批评中国政府的“恶劣人权记录”。哈里斯称，中美关系关键在于互相理解和降低风险，同时要确保美国在制定规则方面的领先地位。

## 選舉紀錄
| 選舉                         | 選舉區                   | 所屬政黨                 | 得票數                   | 得票率                   | 當選標記                 | 備註                     |
| 地方檢察官、總檢察長選舉     | 地方檢察官、總檢察長選舉 | 地方檢察官、總檢察長選舉 | 地方檢察官、總檢察長選舉 | 地方檢察官、總檢察長選舉 | 地方檢察官、總檢察長選舉 | 地方檢察官、總檢察長選舉 |
| ---------------------------- | ------------------------ | ------------------------ | ------------------------ | ------------------------ | ------------------------ | ------------------------ |
| 2003年舊金山地方檢察官選舉   | 旧金山                   | 無黨籍                   | 66,248                   | 33.65%                   |                          | 首輪                     |
| 2003年舊金山地方檢察官選舉   | 旧金山                   | 無黨籍                   | 137,111                  | 56.49%                   | 次輪                     |                          |
| 2007年舊金山地方檢察官選舉   | 旧金山                   | 無黨籍                   | 114,561                  | 98.5%                    |                          |                          |
| 2010年加利福尼亞州檢察長選舉 | 加利福尼亞州             | 民主党                   | 4,442,781                | 46.05%                   |                          |                          |
| 2014年加利福尼亞州檢察長選舉 | 加利福尼亞州             | 民主党                   | 2,177,480                | 53.2%                    | 首輪                     |                          |
| 2014年加利福尼亞州檢察長選舉 | 加利福尼亞州             | 民主党                   | 4,102,649                | 57.5%                    | 次輪                     |                          |
| 聯邦選舉                     |                          |                          |                          |                          |                          |                          |
| 選舉                         | 選舉區                   | 所屬政黨                 | 得票數                   | 得票率                   | 當選標記                 | 備註                     |
| 2016年加利福尼亞州參議員選舉 | 加利福尼亞州             | 民主党                   | 3,000,689                | 39.9%                    |                          | 首輪                     |
| 2016年加利福尼亞州參議員選舉 | 加利福尼亞州             | 民主党                   | 7,542,753                | 61.6%                    | 次輪                     |                          |
| 總統選舉                     |                          |                          |                          |                          |                          |                          |
| 選舉                         | 所屬政黨                 | 得票數                   | 得票率                   | 選舉人團票數             | 選舉人團得票率           | 當選標記                 |
| 2020年美國副總統選舉         | 民主党                   | 81,283,501               | 51.3%                    | 306                      | 56.88%                   |                          |
| 2024年美國總統選舉           | 民主党                   | 75,017,613               | 48.3%                    | 226                      | 42.01%                   |                          |

## 著作
- 《精明对付犯罪：职业检察官让我们更安全的计划》2009，前旧金山地方检察官哈里斯介绍了她对智能刑事司法和公共安全的愿景。
- 《我们掌握的真相》2018，这本回忆文集中，卡玛拉·哈里斯就如何解决难题和进行危机管理、提升领导力，为读者提供了一系列有价值的思考。
- 《超级英雄无处不在》2019，儿童读物。书中传达了一个鼓舞人心的信息：超级英雄就在我们身边——如果我们努力，我们也都可以成为英雄。

## 家庭
- 父親：唐納德·哈里斯（1938年8月23日－）：是牙买加裔美国经济学家，原籍牙买加圣安斯湾。畢業於牙買加西印度群島大學，後到美國加利福尼亞大學舊金山分校深造。現任美國加州史丹佛大學經濟學教授，他是斯坦福大学经济学系第一位获得终身教职的黑人学者；夫婦育2女，1971年離婚。
- 母親：沙亚马拉·戈帕兰（1938年12月7日－2009年2月11日）：是南印度移民。19歲本科畢業於印度德里大學；25歲博士畢業於加利福尼亞大學柏克萊分校營養和內分泌學專業；畢業後於伊利诺伊大学香槟分校和威斯康星大学担任乳腺癌研究员。她曾担任美国国立卫生研究院的同行评审员和联邦咨询委员会的现场访问团队成员。她还曾任总统乳腺癌特别委员会成员。在最后十年的研究生涯中，沙亚马拉在劳伦斯伯克利国家实验室工作。[102]
- 丈夫：任德龍（1964年10月13日－）：1987年本科畢業於加州州立大學；1991年獲南加州大学法律博士；加州律師；前妻Kerstin Emhoff是企業家[103]，與前妻育1兒1女。2014年8月22日与賀錦麗结婚，2人目前未有子女。
- 妹妹：马娅·哈里斯（1967年1月30日－）：律师，时事评论员。
- 姨甥女：梅娜·哈里斯（英语：Meena Harris）（1984年10月20日－）：律师，作家。

## 漢名
卡瑪拉·哈里斯本人有漢名“賀錦麗”（拼音：Hè Jǐnlì，粵拼：Ho6  Gam2-Lai6，白話字：Hō Kím-Lē），是為數不多沒有華人血統但有自取漢名的美國政治家之一。此漢名是她於2003年參選舊金山地方檢察官時，由舊金山市政府婦女委員蘇榮麗（Julie D. Soo）的父親蘇錫芬（Stephen H. Soo）所取，當時此舉開了舊金山地方民選官員非華裔候選人取漢名的先河。
賀錦麗曾表示不喜歡「麗」字，因爲她希望能以智慧而不是外貌取勝，但蘇榮麗解釋「錦」兼顧「麗」意指「才貌雙全（successful intricate beauty）」，就像織錦或錦緞一般，而且她本人的名字「蘇榮麗」就兼有「麗」字，賀錦麗便欣然接受。此後只要賀錦麗到華人社區競選拉票，均以「我是賀錦麗」介紹自己。
华语圈对其称呼并未統一。中国大陆媒体普遍称“卡玛拉·哈里斯”或“哈里斯”，而非“贺锦丽”；香港媒體除文匯報、鳳凰衛視等傳統中資媒體外，普遍称「賀錦麗」；台灣媒體也称其爲「賀錦麗」；馬來西亞華文媒體多稱「賀錦麗」；新加坡華文媒體則用「哈里斯」。中文版面的國際媒體則「賀錦麗」、「哈里斯」兩者皆有。

## 外部連結
- Kamala Harris for DA（页面存档备份，存于）

個人帳號
- 賀錦麗的Facebook專頁
- 賀錦麗的Instagram帳戶
- 賀錦麗的X（前Twitter）

官方帳號（隨任職者更動）
- 副總統的Facebook專頁
- 副總統的Instagram帳戶
- 副總統的X（前Twitter）

- WorldCat 聯合目錄中Kamala D. Harris的著作或與之相關的著作
- C-SPAN內的頁面（英文）
- Howard University Archive
- . Cal State, Los Angeles: Pat Brown Institute for Public Affairs. 2016-10-05  [2016-11-14]. （原始内容存档于2016-11-12）.

| 司法职务               | 司法职务                                                     | 司法职务                          |
| ---------------------- | ------------------------------------------------------------ | --------------------------------- |
| 前任者： 特倫斯·哈利南 | 三藩市地區檢察官 2004年－2011年                              | 繼任者： 喬治·加斯孔              |
| 前任者： 杰瑞·布朗     | 加利福尼亚州检察长 2011年－2017年                            | 繼任者： 凱瑟琳·肯尼里 代理       |
| 政党职务               |                                                              |                                   |
| 前任者： 芭芭拉·柏克瑟 | 美國參議員加利福尼亞州民主黨被提名人 （第3類） 2016年        | 繼任者： 亚历克斯·帕迪利亚        |
| 前任者： 蒂姆·凯恩     | 美国副总统民主党被提名人 2020年美國總統選舉                  | 最新的                            |
| 美国参议院             |                                                              |                                   |
| 前任者： 芭芭拉·柏克瑟 | 加利福尼亞州第3類參議員 2017年－2021年 與黛安·范士丹同時在任 | 繼任者： 亚历克斯·帕迪利亚 (指定) |
| 官衔                   |                                                              |                                   |
| 前任者： 迈克·彭斯     | 美国副总统 2021年－2025年                                    | 繼任者： JD·萬斯                  |